# الخفاش يحب الليل
خفاش يحب الليل هو كتاب مصور واقعي للأطفال كتبه نيكولا ديفيز ورسمته سارة فوكس ديفيز [الإنجليزية]، نُشر في 19 أغسطس 2004 بواسطة مطبعة كاندلويك.

## الملخص
يحكي كتاب "الخفاش يحب الليل" قصة عن خفاش، ويحتوي على معلومات عن الخفافيش مع الرسوم التوضيحية التي تظهرها وهي تطير وتتدلى وتمشي. يتحدث الكتاب أيضًا عن أنواع الخفافيش المختلفة في العالم.

## الاستقبال
تلقى كتاب الخفاش يحب الليل تعليقات إيجابية من مراجعات كيركس  ومجلة بوكليست  ومجلة سكول لايبراري جورنال  ومراجعة كتاب نيويورك تايمز  ومجلة بابليشرز ويكلي.